# 1861 na arte

## Eventos
- Fundação da National Gallery of Victoria em Melbourne, Austrália.

## Nascimentos
| Data            | Nome                                                            | Profissão                                                                      | Nacionalidade     | Observações | Ref |
| --------------- | --------------------------------------------------------------- | ------------------------------------------------------------------------------ | ----------------- | ----------- | --- |
| 26 de fevereiro | Fernando Maximiliano Carlos Leopoldo Maria de Saxe-Coburgo-Gota | primeiro Czar da Bulgária, poeta, botânico, filatelista e colecionador de arte | Império Austríaco | m. 1948     |     |
| 29 de junho     | Pedro Figari                                                    | pintor, advogado, político, escritor e jornalista                              | Uruguai           | m. 1938     |     |
| ??              | Solomon Robert Guggenheim                                       | empresário e colecionador de arte                                              | Estados Unidos    | m. 1949     |     |
| ??              | Aristide Maillol                                                | escultor e pintor                                                              | França            | m. 1944     |     |

## Mortes
| Data            | Nome                       | Profissão                     | Nacionalidade | Observações | Ref |
| --------------- | -------------------------- | ----------------------------- | ------------- | ----------- | --- |
| 14 de fevereiro | Francisco Augusto Metrass  | pintor do romantismo          | Portugal      | m. 1825     |     |
| ??              | José Maria Cândido Ribeiro | pintor, desenhista e gravador | Portugal      | n. 1805     |     |